# Edward Rigby
Pour les articles homonymes, voir Rigby.
Edward Rigby est un acteur et metteur en scène anglais, de son vrai nom Edward Coke, né à Ashford (Kent, Angleterre) le 5 février 1879, mort à Richmond (Grand Londres, Angleterre) le 5 avril 1951.

## Biographie
Sous le pseudonyme d'Edward Rigby, il débute en 1900 au théâtre, où il est très actif durant sa carrière, notamment à Londres. Il se produit aussi à Broadway (New York), entre 1924 et 1931, dans quinze pièces (il est également metteur en scène de l'une d'elles) — voir la rubrique "Théâtre" ci-après —.
Au cinéma, il apparaît d'abord dans un film muet de 1910, L'Oiseau bleu (d'après la pièce éponyme de Maurice Maeterlinck qu'il joue au théâtre cette même année). Puis, comme second rôle de caractère, il contribue à soixante-et-onze films britanniques parlants (dont une coproduction), de 1934 à 1951, année de sa mort. Entre autres, il collabore en 1937 à Jeune et innocent d'Alfred Hitchcock, et à un film du tandem Powell-Pressburger en 1944, A Canterbury Tale.
Par ailleurs, aux débuts de la télévision, il participe à un téléfilm dès 1936 (Anna Christie, avec Flora Robson). Et à la fin de sa vie, il joue dans deux pièces d'Henrik Ibsen, Les Revenants et Un ennemi du peuple, diffusées en 1950-1951 dans le cadre d'une série.

## Théâtre
Pièces, comme acteur, sauf mention contraire ou complémentaire

### En Angleterre (sélection)
À Londres
- 1910 : L'Oiseau bleu (The Blue Bird) de Maurice Maeterlinck, avec C.V. France
- 1912-1913 : Shock-Headed Peter de Philip Carr, avec Edmund Gwenn
- 1919-1920 : Who's Hooper, comédie musicale, musique d'Howard Talbot et Ivor Novello, lyrics de Clifford Grey, livret de Fred Thompson
- 1920-1921 : Ambrose Applejohn's Adventure de Walter Hackett
- 1923-1924 : Progress de C.K. Munro, avec Martita Hunt, Milton Rosmer
- 1939-1940 : The Golden Cukoo de William Denis Johnston

### À Broadway
- 1924 : Peter Pan, adaptation d'après les personnages créés par J. M. Barrie, mise en scène de Basil Dean, avec Leslie Banks
- 1925 : A Bit of Love de John Galsworthy, avec Thomas Chalmers
- 1925 : A Kiss in a Taxi de Clifford Grey, d'après Maurice Hennequin et Pierre Veber, avec Arthur Byron, Claudette Colbert, Lee Patrick, John Williams
- 1926-1927 : This Woman Business de Benn W. Levy, avec Genevieve Tobin (+ metteur en scène)
- 1927 : Enchantment de Joseph Jefferson Farjeon
- 1927 : The Ivory Door d'Alan Alexander Milne, avec Louise Closser Hale, Henry Hull, Donald Meek
- 1928 : The Queen's Husband de Robert Emmet Sherwood, mise en scène de John Cromwell, avec Katharine Alexander, Roland Young
- 1928 : La Cerisaie (The Cherry Orchard) d'Anton Tchekhov, adaptation de George Calderon
- 1929 : Young Alexander d'Hardwick Nevin, avec Henry Hull, Jessie Royce Landis
- 1929 : Chinese O'Neill de Cushing Donnell, avec Douglass Dumbrille
- 1929 : Scotland Yard de Denison Cliff, avec Paul Cavanagh, Frederick Worlock
- 1930 : Dear Old England d'H.F. Maltby
- 1930 : Le Revizor (The Inspector General) de Nicolas Gogol, adaptation de John Anderson, avec Romney Brent, J. Edward Bromberg, Eduardo Ciannelli, Dorothy Gish
- 1931 : Give me Yesterday d'Alan Alexander Milne, avec Eric Blore, Louis Calhern, Jane Wyatt
- 1931 : Lui (He) d'Alfred Savoir, adaptation et mise en scène de Chester Erskine, avec Violet Kemble-Cooper, Tom Powers, Claude Rains

## Filmographie partielle

### Cinéma
- 1910 : L'Oiseau bleu (The Blue Bird), réalisateur non-spécifié
- 1934 : Les Maudits du château-fort (Lorna Doone) de Basil Dean
- 1935 : No Limit, de Monty Banks
- 1936 : Le Danger d'aimer (en) (Accused) de Thornton Freeland
- 1937 : Les Deux Aventuriers (Jump for Glory) de Raoul Walsh
- 1937 : Jeune et Innocent (Young and Innocent) d'Alfred Hitchcock
- 1937 : The Show Goes On de Basil Dean
- 1937 : Under a Cloud de George King
- 1938 : Vive les étudiants (A Yank at Oxford) de Jack Conway
- 1938 : The Ware Case de Robert Stevenson
- 1938 : Yellow Sands d'Herbert Brenon
- 1939 : Young Man's Fancy de Robert Stevenson
- 1939 : There Ain't No Justice de Pen Tennyson (en)
- 1940 : Sous le regard des étoiles (The Stars look Down) de Carol Reed
- 1941 : La Commandante Barbara (Major Barbara) de Gabriel Pascal
- 1941 : Kipps de Carol Reed
- 1941 : The Farmer's Wife de Norman Lee et Leslie Arliss
- 1942 : Penn of Pennsylvania de Lance Comfort
- 1942 : Went the Day Well? d'Alberto Cavalcanti
- 1942 : Salute John Citizen de Maurice Elvey
- 1943 : Contre-espionnage (They met in the Dark) de Carl Lamac
- 1944 : A Canterbury Tale de Michael Powell et Emeric Pressburger
- 1945 : Meurtre à crédit (Murder in Reverse) de Montgomery Tully
- 1945 : I Live in Grosvenor Square d'Herbert Wilcox
- 1945 : Le Verdict de l'amour (Perfect Strangers) d'Alexander Korda
- 1946 : Piccadilly Incident d'Herbert Wilcox
- 1946 : The Years Between de Compton Bennett
- 1947 : Le Port de la tentation (Temptation Harbour) de Lance Comfort
- 1947 : Les Amours de Joanna Godden (The Loves of Joanna Godden), de Charles Frend
- 1948 : Noose d'Edmond T. Gréville
- 1948 : Easy Money de Bernard Knowles
- 1948 : Daybreak de Compton Bennett
- 1949 : Christophe Colomb (Christopher Columbus) de David MacDonald
- 1949 : De la coupe aux lèvres (A Run for your Money) de Charles Frend
- 1950 : Into the Blue d'Herbert Wilcox
- 1950 : Le Moineau de la Tamise (The Mudlark) de Jean Negulesco (coproduction américano-britannique)
- 1950 : Tony draws a Horse de John Paddy Carstairs
- 1950 : Double Confession de Ken Annakin
- 1950 : Cette sacrée jeunesse (The Happiest Days of your Life) de Frank Launder
- 1951 : L'enquête est close (Circle of Danger) de Jacques Tourneur